# Coup d'État de 1965 en république démocratique du Congo
Le Coup d'État de 1965 en république démocratique du Congo (aussi nommé deuxième coup d'État de Mobutu), lancé le 25 novembre 1965, est une tentative de coup d'État réussie en République du Congo par le général Joseph Mobutu, qui renverse le président Joseph Kasa-Vubu et le Premier ministre Évariste Kimba. Ce coup d'État est provoqué par l'impasse politique entre le président Kasa-Vubu et Moïse Tshombe, qui menace de dégénérer en affrontement violent et de déstabiliser davantage le pays. Il est d'abord accueilli avec une approbation prudente, tant au Congo qu'à l'étranger. Il marque la fin de la crise congolaise qui dure depuis des années.
Cependant, contrairement à sa première tentative de coup d'État en 1960, où Mobutu a temporairement écarté Kasa-Vubu du pouvoir pour "rétablir l'ordre" avant de démissionner et de le rétablir dans ses fonctions, Mobutu s'empare cette fois-ci du contrôle total de l'État et s'arroge de vastes pouvoirs présidentiels. Bien qu'il promette de rétablir la démocratie en cinq ans, il consolide son pouvoir et instaure un régime autoritaire qui va dominer le Congo (futur Zaïre) pendant plus de trois décennies.

## Contexte
Le 5 septembre 1960, le président Kasa-Vubu annonce la destitution de son Premier ministre, Patrice Lumumba, en raison de sa gestion controversée des conflits régionaux du Congo, tels que les massacres au Sud-Kasaï qui conduisent à de graves violations des droits de l'homme et à des violences généralisées. Cependant, Lumumba refuse de reconnaître son propre renvoi, arguant qu'il est illégitime et, en réponse, déclare Kasa-Vubu destitué.
Au cœur de la lutte de pouvoir entre Kasa-Vubu et Lumumba, le général Mobutu organise un coup d'État sans effusion de sang le 14 septembre 1960, affirmant que son intervention est nécessaire pour empêcher le pays de sombrer dans le chaos. Qualifiant son intervention de "révolution pacifique" plutôt que de coup d'État traditionnel, Mobutu évite de se présenter comme un dictateur et insiste sur le fait que son but principal est de rétablir l'ordre. S'il maintient publiquement une position neutre, Mobutu se rallie en privé à Kasa-Vubu aux dépens de Lumumba, le plaçant en résidence surveillée.
En décembre 1960, Lumumba est capturé alors qu'il tente d'échapper à son assignation à résidence, puis transféré au Katanga, alors province sécessionniste dirigée par Moïse Tshombe, où il est détenu. Un mois plus tard, le 17 janvier 1961, Lumumba est fusillé par un peloton d'exécution composé de soldats katangais. Son corps est démembré et dissous dans de l'acide sulfurique afin de détruire les preuves du meurtre.
En 1963, Pierre Mulele mène un soulèvement au Kwilu dans le cadre d'une rébellion plus vaste, la rébellion Simba, qui cherche à renverser le gouvernement central. L'armée congolaise, l'Armée nationale congolaise (ANC), se révèle inefficace pour défendre le pays, principalement en raison de l'incompétence de ses dirigeants. En conséquence, les forces rebelles, largement inexpérimentées, réussissent à s'emparer de vastes zones du nord-est du Congo, dont Stanleyville, la troisième ville du pays. Désespérant de trouver un soutien militaire, le président Kasa-Vubu se tourne vers l'ancien chef sécessionniste katangais Moïse Tshombe et forme une alliance avec lui. Tshombe, avec le soutien financier d'hommes d'affaires belges, engage des mercenaires pour combattre les rebelles Simba. Cette alliance, conjuguée au soutien de parachutistes américains et belges, contribue finalement à écraser la rébellion fin 1964.
En 1965, les rébellions de Kwilu et de Simba étant largement réprimées, l'alliance entre Kasa-Vubu et Tshombe perdu toute utilité. Tshombe devient un handicap politique pour Kasa-Vubu, soupçonné par beaucoup d'être complice de l'assassinat de Lumumba, ternissant ainsi son image publique. Kasa-Vubu tente alors de destituer Tshombe du pouvoir, ce qui provoque une scission politique entre les deux hommes.

## Coup d'État
Lors des élections de mars 1965, l'alliance politique de Tshombe, la Convention nationale congolaise (CONACO), remporte la majorité des sièges dans les deux chambres du Parlement. Cependant, une grande partie de ses membres fait défection pour former le Front démocratique congolais (FDC), ce qui divise le Parlement: la CONACO conserve le contrôle de la Chambre des députés tandis que le FDC gagne le Sénat.
Lors de la première session du nouveau Parlement, le 13 octobre, le président Kasa-Vubu, au cœur d'une rivalité politique de plus en plus intense avec Tshombe, déclare de manière inattendue que le gouvernement de transition de Tshombe a rempli son objectif de réprimer les rébellions de gauche dans l'est du Congo, il remplace Tshombe par Évariste Kimba au poste de Premier ministre, le chargeant de former un gouvernement d'unité nationale (GNU). Le gouvernement Kimba est officiellement mis en place le 18 octobre, avec 16 des 39 partis politiques du Parlement représentés au gouvernement.
Le gouvernement de coalition fait face à un vote de défiance le 14 novembre et ne réussit pas à obtenir l'approbation de la majorité des législateurs, perdant de 72 voix contre 76 à la Chambre des députés et 49 contre 58 au Sénat,. Malgré cela, le président Kasa-Vubu reconduit Kimba au poste de Premier ministre face à l'opposition des députés pro-Tshombe au Parlement, ce qui conduit à la paralysie du gouvernement.
Au milieu de l'impasse politique, le général Joseph Mobutu, chef de l'armée, intervient militairement. Le 25 novembre 1965, Mobutu organise un coup d'État sans effusion de sang, invoquant la nécessité de rétablir l'ordre et de mettre fin à une situation politique intenable. Annoncée à la radio, la tentative de coup d'État se déroule sans heurts, sans rencontrer beaucoup de résistance de la part des partisans de Kasa-Vubu ou de Tshombe, tandis que Mobutu prend le contrôle du gouvernement. La capitale et les principales villes du pays restent calmes, avec une présence militaire peu visible.
Après sa prise de pouvoir, Mobutu déclare dans une proclamation en 11 points qu'il assume tous les pouvoirs présidentiels mais s'engage à préserver les institutions nationales telles que le Parlement, à sauvegarder les droits individuels, à respecter les accords internationaux et à maintenir l'adhésion du Congo aux organismes internationaux, tout en annulant les actions contre les étrangers et les journaux d'opposition,.
Mobutu promet de ne conserver ses vastes pouvoirs présidentiels que pendant cinq ans, après quoi la démocratie doit être rétablie. Il nomme le colonel Léonard Mulamba Premier ministre et le général Bobozo commandant des forces armées. Il obtient le soutien des deux présidents de chambre du Parlement congolais, légitimant ainsi son régime.
La plupart des dirigeants politiques soutiennent le coup d'État de 1965, sans opposition significative. Mobutu n'impose aucune mesure restrictive à d'anciens dirigeants comme Kasavubu, qui restent libres de circuler à Léopoldville. Si l'ancien Premier ministre Tshombe se réjouit de la destitution de Kasavubu, il est moins enthousiaste quant au retour de Mobutu à la présidence, ce qui annule les prochaines élections présidentielles de mars.
Bien qu’inconstitutionnel, le coup d’État est perçu comme un moyen potentiel d’empêcher une confrontation violente entre Kasa-Vubu et Tshombe.

## Conséquences
Initialement, Mobutu autorise le Parlement congolais à rester en activité après le coup d'État, espérant qu'il approuvera ses décisions et les modifications constitutionnelles. Il prévoit de gouverner pendant cinq ans tout en maintenant le Parlement actif.
Cependant, l'expérience échoue presque immédiatement. Pendant les vacances parlementaires, de nombreux membres de l'Assemblée profitent de leur temps libre pour susciter l'opposition à Mobutu et à sa politique.
Sa frustration à l'égard de l'institution atteint son paroxysme lorsqu'il apprend que certains députés ont l'intention d'annuler les lois et ordonnances qu'il a fait voter. En réaction, Mobutu retire au Parlement la plupart de ses pouvoirs, ne lui permettant que d'approuver sans discussion ses modifications constitutionnelles.
En 1966, Mobutu abolit le poste de Premier ministre, et en juin 1967, à la suite d'un référendum populaire, il dissout le pouvoir législatif bicaméral, composé de la Chambre des députés et du Sénat, et le remplace par un Conseil législatif monocaméral.